# Lucius Grisebach
Lucius Grisebach (* 1942 in Marburg) ist ein deutscher Kunsthistoriker. Er war Gründungsdirektor des Neuen Museums in Nürnberg.

## Leben und Werk
Lucius Grisebach wurde als Sohn von Lothar Grisebach (1910–1989) geboren. Der Vater verbrachte seine Kindheit bis zum Abitur 1928 bei seinen Großeltern Helene und Lucius Spengler in Davos. Die Spenglers, Lucius Grisebachs Urgroßeltern, verband zu dieser Zeit in Davos eine enge Freundschaft zu dem Maler Ernst Ludwig Kirchner (1880–1938). Lucius Grisebachs Großvater war der Philosoph Eberhard Grisebach (1880–1945).
So vorgeprägt, studierte Lucius Grisebach nach dem Abitur 1962 Kunstgeschichte, Klassische Archäologie und Philosophie an der Universität Freiburg und an der Freien Universität Berlin. 1972 wurde er dort bei Otto von Simson mit einer Arbeit über den holländischen Maler Willem Kalf promoviert.
Erste Berufserfahrung sammelte er als Assistent an der Universität Göttingen, bevor er von 1974 bis 1988 als Kustos an der Neuen Nationalgalerie, anfangs unter Werner Haftmann und dann unter Dieter Honisch, in Berlin wirkte. 1988 wurde Grisebach Direktor der Kunsthalle Nürnberg und 1997 Gründungsdirektor des Neuen Museums Nürnberg. 2007 ging er in den Ruhestand. 
Seit 1999 war er Sprecher der Kunst- und Kulturhistorischen Museen im Deutschen Museumsbund. Grisebachs Interesse gilt vor allem dem deutschen Expressionismus und der Kunst der Gegenwart.
Grisebach lebt als freiberuflicher Kunsthistoriker in Rüschlikon bei Zürich.
Lucius Grisebach ist der Vater der Filmregisseurin Valeska Grisebach und der Schauspielerin Anna Grisebach.

## Schriften (Auswahl)
- Willem Kalf 1619–1693. Mann, Berlin, 1974 (zugleich Dissertation)
- Werner Knaupp – Bilder 1977–1982, Nationalgalerie Berlin Staatliche Museen Preußischer Kunstbesitz, Berlin 1983
- Adolf Menzel. Zeichnungen, Druckgrafik und illustrierte Bücher, Staatliche Museen Preußischer Kulturbesitz, Berlin 1984, ISBN 3-88609137-6 (Bestandskatalog)
- Brücke – Aufbruch der Moderne in Dresden und Berlin, Piper, München 1991, ISBN 978-3-49211276-5
- Ernst Ludwig Kirchner, Dumont, Köln 2009, ISBN 978-3-8321-9264-8